# Lac Kiskissink
Lac Kiskissink är en sjö i Kanada.   Den ligger i regionen Mauricie och provinsen Québec, i den sydöstra delen av landet, 400 km nordost om huvudstaden Ottawa. Lac Kiskissink ligger 393 meter över havet. Arean är 8,3 kvadratkilometer. Den sträcker sig 11,6 kilometer i nord-sydlig riktning, och 3,0 kilometer i öst-västlig riktning.
I omgivningarna runt Lac Kiskissink växer i huvudsak blandskog. Trakten runt Lac Kiskissink är nära nog obefolkad, med mindre än två invånare per kvadratkilometer.